# The Red Hot Chili Peppers (음반)
《The Red Hot Chili Peppers》는 1984년 8월 10일, EMI 아메리카 레코드와 에니그마 레코드를 통해 발매된 미국의 록 밴드 레드 핫 칠리 페퍼스의 데뷔 스튜디오 음반이다. 이 음반은 갱 오브 포의 기타리스트 앤디 길이 프로듀싱한 것으로, 기타에 잭 셔먼이 참여하는 유일한 레드 핫 칠리 페퍼스의 음반이다. 셔먼은 창단 멤버인 힐렐 슬로박의 대체 멤버로 밴드에 있었는데, 그는 음반이 녹음되기 전에 창단 드러머인 잭 아이언스와 함께 밴드를 떠났다. 이 음반의 투어 후에 셔먼은 해고되었고 슬로박은 밴드에 다시 합류했다. 이 음반에는 창시자 앤서니 키디스의 보컬과 플리의 베이스 연주, 클리프 마르티네스의 드럼 연주도 담겨 있다.
〈Get Up and Jump〉은 음반에서 유일하게 발매된 싱글이었지만, 〈True Men Don't Kill Coyotes〉라는 곡의 뮤직비디오가 만들어졌다. 이 음반은 펑크 메탈 장르의 첫 발매로 인정받았으며, "랩 록 혁명에 불을 붙인 작은 불꽃"이라는 꼬리표도 붙여졌다.

## 작곡 및 녹음
밴드는 음반의 음악적 방향을 놓고 프로듀서 앤디 길과 종종 갈등을 빚었다. 앤서니 키디스는 밴드 오리지널 1983 데모 테이프의 원초적인 에너지가 부족하다고 생각하면서 전체적인 소리에 실망했다. 키디스는 2004년 자서전 《스카 티슈》에서 "어느 날 길의 수첩을 살짝 보았는데, 〈Police Helicopter〉라는 노래 옆에 'Shit'라고 썼어요. 저는 그가 그걸 똥이라고 치부했다고 철거당했어요. 〈Police Helicopter〉는 우리 왕관의 보석이었어요. 그것은 우리가 누구인지에 대한 정신을 구현했습니다. 그것은 바로 이 운동적이고, 찌르고, 각지고, 충격적이고, 음력과 에너지의 공격력입니다. 아마도 그의 노트를 읽으면서 '좋아요, 이제 우리는 적과 함께 일하고 있습니다'라는 그 거래를 우리 마음속에 봉인시켰을 것입니다. 그것은 그가 우리와 특히 플리와 저를 상대로 한 것이 되었습니다. 기록을 남기기 위한 진짜 전투가 되었습니다."

## 반응
| 전문가 평가                   | 전문가 평가 |
| 평가 점수                     | 평가 점수   |
| 출처                          | 점수        |
| ----------------------------- | ----------- |
| AllMusic                      | [ 5 ]       |
| The Rolling Stone Album Guide | [ 8 ]       |
| Sputnikmusic                  | 2/5         |
| The Village Voice             | B–          |

이 음반은 빌보드 200에서 차트화하지 못하여 201위(1984년 가을 8주간 메인 음반 차트를 "굴절했다"는 의미)에 도달했다. 이 음반은 대학 방송과 MTV 로테이션을 받았고, 밴드의 팬층을 형성했다. 앤서니 키디스가 자서전 《스카 티슈》에서 발표한 《스핀》 잡지 1호가 주는 등 음반에 게재된 리뷰는 엇갈렸다. 올뮤직의 스티븐 토마스 얼와인은 나중에 "그들의 첫 번째 노력이 응집력 있는 음반에 그다지 도움이 되지 않았다"고 썼다. 2007년 기준으로, 전세계적으로 약 30만 장이 팔렸다. 키디스와 플리는 수년 동안 힐렐 슬로박과 잭 아이언스가 등장하는 오리지널 라인업으로 녹음된 대부분의 곡의 데모 버전을 선호한다고 말했다. 그러나 이 밴드는 여러 책에서 잭 셔먼이 밴드에 기여한 것, 특히 펑크 음악과 음악 이론에 대한 그의 지식이 슬로박과 함께 존재하지 않았던 밴드의 발전에 중요한 역할을 했다는 것을 인정했다.
그녀의 예명인 로즈 노월트로 더 잘 알려진 그웬 디키는 〈Mommy, Where's Daddy?〉에서 백 보컬을 제공한다. 디키는 1970년대 그룹 로즈 로이스의 가수였다. 이 노래의 라이브 공연에서는 그녀의 대사가 플리에 의해 공연된다.

## 곡 목록
| #   | 제목                                                                          | 작사·작곡                                       | 재생 시간 |
| --- | ----------------------------------------------------------------------------- | ----------------------------------------------- | --------- |
| 1.  | 〈True Men Don't Kill Coyotes〉                                               | 앤서니 키디스, 플리, 클리프 마르티네스, 잭 셔먼 | 3:40      |
| 2.  | 〈Baby Appeal〉                                                               | 키디스, 플리, 힐렐 슬로박, 마르티네스, 셔먼     | 3:41      |
| 3.  | 〈Buckle Down〉                                                               | 키디스, 플리, 마르티네스, 셔먼                  | 3:24      |
| 4.  | 〈Get Up and Jump〉                                                           | 키디스, 플리, 슬로박, 잭 아이언스               | 2:53      |
| 5.  | 〈Why Don't You Love Me〉                                                     | 행크 윌리엄스                                   | 3:27      |
| 6.  | 〈Green Heaven〉                                                              | 키디스, 플리, 슬로박, 아이언스                  | 3:59      |
| 7.  | 〈Mommy, Where's Daddy?〉                                                     | 키디스, 플리, 마르티네스, 셔먼                  | 3:31      |
| 8.  | 〈Out in L.A.〉                                                               | 키디스, 플리, 슬로박, 아이언스                  | 2:01      |
| 9.  | 〈Police Helicopter〉                                                         | 키디스, 플리, 슬로박, 아이언스                  | 1:16      |
| 10. | 〈You Always Sing the Same (일부 버전에서는 〈You Always Sing〉으로 나열됨)〉 | 키디스, 플리                                    | 0:19      |
| 11. | 〈Grand Pappy Du Plenty (기악)〉                                              | 키디스, 플리, 마르티네스, 셔먼, 앤디 길         | 4:15      |